# Турчинский, Владимир Евгеньевич
Влади́мир Евге́ньевич Турчи́нский (28 сентября 1963, Москва — 16 декабря 2009, Пашуково, Московская область, Россия), также известный по прозвищу Динамит, — советский и российский спортсмен, рекордсмен в силовых видах спорта, теле- и радиоведущий, шоумен, предприниматель, актёр кино, телевидения и дубляжа. Экс-президент Всероссийской федерации силового экстрима. Являлся депутатом муниципального Собрания внутригородского муниципального образования Вешняки в Москве.

## Биография

### Происхождение
Дед по отцу Владимир Турчинский (7 января 1919 — 12 октября 1978) — генерал-майор, с 1964 по 1978 год возглавлял Ульяновское высшее военное училище имени Богдана Хмельницкого.
Отец Евгений Владимирович Турчинский — военный.
Отчим Вячеслав Сергеевич Силаев (2 марта 1939 — 25 февраля 2009), заменивший Владимиру родного отца:

Сын никогда не называл его отчимом, с родным отцом Владимира мать рассталась вскоре после рождения малыша. Он сам нас и познакомил, совсем маленьким:
«Мама, я себе папу Славу нашёл!» Я, конечно, в шоке была, но как увидела на пороге красавца майора… Оказывается, Вова на улице играл в песочнице, а Слава мимо проходил. Увидел мальчика, поздоровался, разговорились… Вот и привёл домой. Вскоре мы со Славой расписались. Жили душа в душу…— 
 Вячеслав Силаев принимал участие в Даманских событиях, воевал в Афганистане, награждён боевыми орденами, полковник Главного управления погранвойск КГБ СССР, боксёр и штангист, умер от рака лёгких.
Мать Нина Николаевна Силаева (в первом браке Турчинская) (род. 5 января 1937) занимала руководящие посты в области мясной промышленности и дослужилась до должности замдиректора Черкизовского мясокомбината. В 13 лет она получила первый юношеский разряд по плаванию.
Бабушка по матери была модельером, но после смерти мужа и сына в 1943 году сошла с ума. Дед по матери Николай и дядя по матери погибли в 1943 году.

### Детство и юность
Родился 28 сентября 1963 года в Москве. Жил в Ульяновске в течение шести лет. В пять лет был отдан в спортивную школу, потому что все в семье были увлечены спортом. В четвёртом классе начал серьёзно заниматься спортом. В пятом классе стал серебряным призёром первенства Москвы по греко-римской борьбе. В восьмом классе попал в сборную Москвы по самбо. В 16 лет выполнил норматив мастера спорта.
До третьего курса учился в Московском институте инженеров гражданской авиации (МИИГА) по специальности программист. По его словам, по собственному желанию ушёл в армию. Срочную службу проходил в войсках связи.
Уволившись в запас, перешёл в Государственный Центральный ордена Ленина институт физической культуры (ГЦОЛИФК), где получил диплом тренера-преподавателя.

### Карьера
В годы перестройки подрабатывал фотографом, продавал снимки в различные журналы. Был телохранителем у актёров и певцов, например, у Дмитрия Маликова. Переводил статьи с английского и французского языков для российской спортивной прессы. Работал в охране микояновского мясокомбината. Позднее возглавил службу безопасности в семейной фирме, занимавшейся компьютерными технологиями. 

В Вову стреляли. Прямо в упор. Рана была сложная, в госпитале сказали, что ногу надо ампутировать. А Вова взял и сбежал ночью из больницы. Пошёл в спортзал, и истекая кровью, начал качать ногу. И из ноги стали выходить все эти пули. Такая у Вовы сила духа.— 
Работал учителем младших классов.
Занимаясь самбо и дзюдо, получил звания мастер спорта, кандидат в мастера спорта по вольной и классической борьбе. Затем переключился на американский футбол и вступил в команду «Московские медведи». В 1991 году эта команда выиграла единственный чемпионат СССР. Обладатель Кубка России по американскому футболу в составе команды «Московские гиганты». Выступал с этой командой в полупрофессиональной футбольной лиге в США.
В 1991 году снялся в эпизодической роли охранника в клипе Натальи Ветлицкой на песню «Посмотри в глаза».
В середине 1990-х годов участвовал в телешоу «Бои гладиаторов», где был известен как «гладиатор Динамит». Дважды принял участие в мировом первенстве среди самых сильных атлетов планеты — «World’s Strongest Man». Был признан самым сильным атлетом России 1998 года по версии профессиональной лиги «Интерстронг». С 2003 по 2009 год являлся президентом российской «Профессиональной лиги силового экстрима» (P.L.S.E.). Один из учредителей сети фитнес-клубов «Марк Аврелий».
С 1999 года принимал участие в спортивной молодёжной программе «Star-Старт», сначала в качестве гостя, затем — соведущего. С 2001 года вёл детскую программу «Мама, папа, я — спортивная семья», выходившую на канале РТР. Продюсер этой программы Юрий Сапронов, бывший одновременно сопродюсером телесериала «Кобра. Антитеррор», предложил Турчинскому эпизодическую роль в сериале. Дебютировав в первой серии, он закончил сериал главной ролью. С 2002 года Владимир являлся солистом рок-группы «Гуарана». В 2006 году принимал участие в съёмках детской телевизионной образовательной программы «Улица Сезам» для показа на СТС.
Владимир Турчинский вёл ряд телепрограмм: «Фактор страха» (2003 год), «Фактор страха-2» (2004 год) на телеканале НТВ; «Самый сильный человек» на телеканале «Спорт»; «Смех без правил» (с апреля 2007 года), «Убойная лига» (с 2007) на телеканале ТНТ и других. С середины ноября 2004 года вёл программу о джазе и блюзе «Последний из могикан» на радиостанции «Серебряный дождь». Снялся во многих российских фильмах и сериалах. Играл в спектакле «Резиновый принц» на сцене Московского Государственного театра эстрады.
10 октября 2006 года в серии «Гид по фитнесу» вышла книга Владимира Турчинского «Взрывная философия», раскрывающая философские и практические аспекты здорового образа жизни.
По словам самого Турчинского, ему и практически всей команде американского футбола «Московские гиганты» полупрофессиональной лиги за вклад в российско-американскую дружбу дали титул почётных граждан города Марлборо. Турчинский нередко называл себя также почётным гражданином Екатеринбурга, однако на самом деле им не являлся.

### Смерть и похороны
За несколько часов до своей смерти Владимир Турчинский принял участие в съёмках программы «Добрый вечер, Москва!» на телеканале «ТВ Центр» и дал интервью репортёрам телевизионной программы «В час пик» на канале «РЕН ТВ».
Скончался утром в среду на 47-м году жизни 16 декабря 2009 года от инфаркта около 5 часов утра. В тот момент он находился в своём доме в деревне Пашуково Ногинского района Московской области. Проснувшись утром, Турчинский почувствовал себя плохо. Он потерял сознание, упал на пол и ударился подбородком. Его супруга вызвала бригаду скорой помощи. Однако местная больница из села Ямкино своих врачей послать отказалась, предложив обратиться в Москву. Московская «Скорая» добиралась больше часа и прибывшие по вызову врачи констатировали смерть.
Примерно за три недели до смерти Турчинский обращался в военно-морской госпиталь с жалобами на боли в груди. Врачи диагностировали предынфарктное состояние.
24 января 2010 года, на вечере памяти Владимира Турчинского по случаю 40-дневного срока траура, его жена Ирина Турчинская сообщила публично что после того, как Турчинскому стало плохо, он был жив ещё около 30 минут, в то время как до ближайшей больницы, от которой до их дома 20 минут езды, «неотложка» добиралась 1 час 20 минут.

Стало известно, что днём ранее в одной клинике ему сделали процедуру плазмафереза. По факту смерти следственными органами Следственного комитета при прокуратуре РФ по Московской области проводилась доследственная проверка клиник, в которых Турчинский наблюдался последние полгода. Одна из них — это госпиталь в районе «Беговой», где он делал процедуру по очищению крови.
18 декабря 2009 года похоронен на кладбище в подмосковном селе Воскресенском Ногинского района возле могилы его отчима Вячеслава Силаева.
В день похорон Турчинского в Интернете появилось несколько посмертных фотографий, а также с фотографиями были размещены коллажи непристойного и оскорбительного содержания.
Прокуратура отказала в возбуждении уголовного дела.

### Семья
Первая жена — Ирина Турчинская (род. 1959; 9-кратная чемпионка мира по армрестлингу) — толкательница ядра. Сын Илья (род. 5 ноября 1986) — чемпион Москвы по армрестлингу, занимался американским футболом, окончил московское профучилище № 57 и получил профессию автомеханика. Работал грузчиком в магазине, служил в Биробиджанском погранотряде, учился в Академии МВД. После развода родителей он мало поддерживал общение с отцом и его новой семьёй. В феврале 2009 года Илью Турчинского ранил ножом брат его подруги в результате бытовой ссоры. На данный момент занимается администрированием охранных систем.
Вторая жена — Лариса Турчинская (дев. Никитина) (род. 29 апреля 1965) — легкоатлетка, мастер спорта, выступая на соревнованиях в Австралии, она решила там остаться, Турчинский ждал её возвращения 4 года.
Третья жена (с 1997 по 2009) — Ирина Турчинская (род. 28 июля 1974; Тамбов), окончила в 1998 году РГГУ по специальности «защита компьютерной информации», в 2001 году Институт повышения квалификации и переподготовки кадров Российской Государственной Академии Физической культуры, специалист по бодибилдингу и фитнесу, диетолог, фитнес-тренер, фитнес-модель, вице-чемпионка Москвы по бодифитнесу, генеральный директор клуба «Мисс Фитнес». Была директором ресторана Турчинского «Лайнер» и сети фитнес-центров. Участвовала в телепроектах «Форт Боярд», «Большие гонки», в 2015 году в шоу «Взвешенные люди» была тренером команды «красных», в 2016 году — ведущая рубрики «Утро-спорт» в передаче «Новое утро» на НТВ. Является одним из самых высокооплачиваемых фитнес-тренеров в России. В 2025 году стала судьёй в телешоу «Гладиаторы» производства «Вайт Медиа», премьера которого состоялась 11 мая 2025 года на НТВ. Дочь Ксения Турчинская (род. 12 ноября 1999) — танцор, член сборной России по хип-хопу, призёр чемпионатов России, участник чемпионатов Европы и мира. Занимается модельным бизнесом.

## Факты
- Когда Турчинский активно тренировался, он весил 130 кг. В 2006 году его вес составлял 110 кг[62]. Его рост был 175 см.
- Прозвище «Динамит» Турчинскому дали французские самбисты в 1980-х годах за своеобразие характера[19].
- Обладатель диплома и золотой медали «Международного клуба рекордсменов Книги Гиннесса». Он установил следующие рекорды: сдвинул самолёт «Руслан» (260 тонн), выиграл перетягивание каната с тридцатью участниками, протянул двадцатитонный двухэтажный автобус на 100 метров[24].

## Фильмография
- 2001 — FM и ребята — «Динамит»
- 2001 — Кобра —
- 2002 — 2003 — Спецназ — подполковник Владимир Озорных, спецназ ВВ (озвучивание — Александр Строев)
- 2002 — Агентство 2 — камео
- 2002 — 2004 — Русский спецназ — майор Озолин по кличке «Динамит», спецназ ГРУ
- 2003 — Кобра. Антитеррор — полковник Влад Кошкин
- 2003 — Родина ждёт — спецназовец Иван Ковчугин по кличке «Кинг-Конг»
- 2004 — Осторожно, Задов! — комбат
- 2004 — Золотая медуза — начальник ГУВД, полковник милиции Вова
- 2005 — Право на любовь — Виктор Полищук
- 2005—2006 — Люба, дети и завод… — Тимофей
- 2006 — Грозовые ворота — контрразведчик (нет в титрах)
- 2006 — Счастливы вместе — камео
- 2006 — Трое сверху — Роман
- 2006 — Папа на все руки — чемпион мира по боксу
- 2006 — Ералаш (выпуск № 200, сюжет «Терминатор»)[63] — «Терминатор»
- 2006 — Чего хочет женщина — муж актрисы, боксёр-тяжеловес
- 2007 — Вся такая внезапная
- 2007 — Антидурь — Влад Кошкин
- 2007 — Квартирный вопрос
- 2008 — Самый лучший фильм — продавец оружия
- 2008 — Золушка 4×4. Всё начинается с желаний — заколдованный принц
- 2008 — Настоящая любовь — Эдик
- 2008 — Солдаты. Новый призыв — прапорщик Роман Александрович Боровой
- 2008 — Непобедимый — Игорь Петрович Солодов
- 2008 — Моя любимая ведьма — Данила
- 2008 — Сваты — камео
- 2009 — Настоящая любовь — Эдик
- 2009 — Воротилы — Леонид Афанасьевич Прашчак
- 2009 — Папины дочки — Фёдор, тренер Веника по бодибилдингу
- 2009 — Стерва для чемпиона — Володя
- 2010 — Небо в огне — капитан Савелий Потапович Калачёв, командир батальона аэродромного обслуживания

### Киножурнал «Фитиль»
- 2005 — Выпуск № 64 (новелла «Рота, подъём!») — капитан
- 2006 — Выпуск № 102 (новелла «Сватовство капрала») — американский полковник

### Дубляж
- 2002 — Элизиум — генерал Некрос
- 2008 — Астерикс на Олимпийских играх — Клавдий Корнедурус
- 2009 — 9 — Восьмой

## ТВ
- Star-Старт (ТВ-6, с 1999 по 2002; НТВ, с июня по октябрь 2002; Югра, спутниковый канал, с 2003; Спорт, 2005; Звезда, 2006)
- Папа, мама, я — спортивная семья (РТР, с 2001 по 2002)
- Полигон (ТК «СургутИнформТВ», с 2002 по 2008; Югра, спутниковый канал, с 2003 по 2008; Звезда, 2006)
- Фактор страха (НТВ, 2003—2004)[64]
- Команда 1611 (REN-TV, с 2004 по 2005)[65]
- Самый сильный человек (Спорт, с 2005 по 2009)
- Шоу российских рекордов / Наши рекорды (DTV-Viasat/ДТВ, РЕН ТВ, с 12 февраля 2006 по 25 мая 2008 года)[66][67]
- Железный мир (Столица, 2006)
- Смех без правил (ТНТ, с 13 апреля 2007 по 2008)[68]
- Убойная лига (ТНТ, с 2007 по 2008)
- Такси (ТНТ, 4 декабря 2009)[69]

## Сочинения
- 2006 — Взрывная философия — Астрель-СПб, АСТ, 5000 экз., 176 с. ISBN 978-5-17-040202-1, ISBN 5-17-040202-3,ISBN 5-9725-0719-6

## Реклама
- AB Shaper с Юлией Бордовских (2001—2003)[источник не указан 67 дней]